# Musée de la mine de La Machine
 (9 juin 2015).
Le Musée de la mine de La Machine, labellisé Musée de France, a été créé en 1983 à La Machine située dans le département de la Nièvre, en région Bourgogne-Franche-Comté, consacré à l'histoire du bassin houiller de ce territoire.

## Présentation

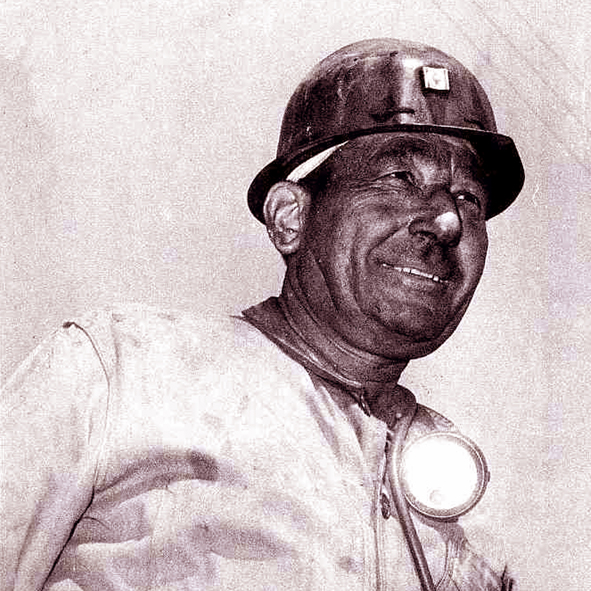
Mineur de fond.

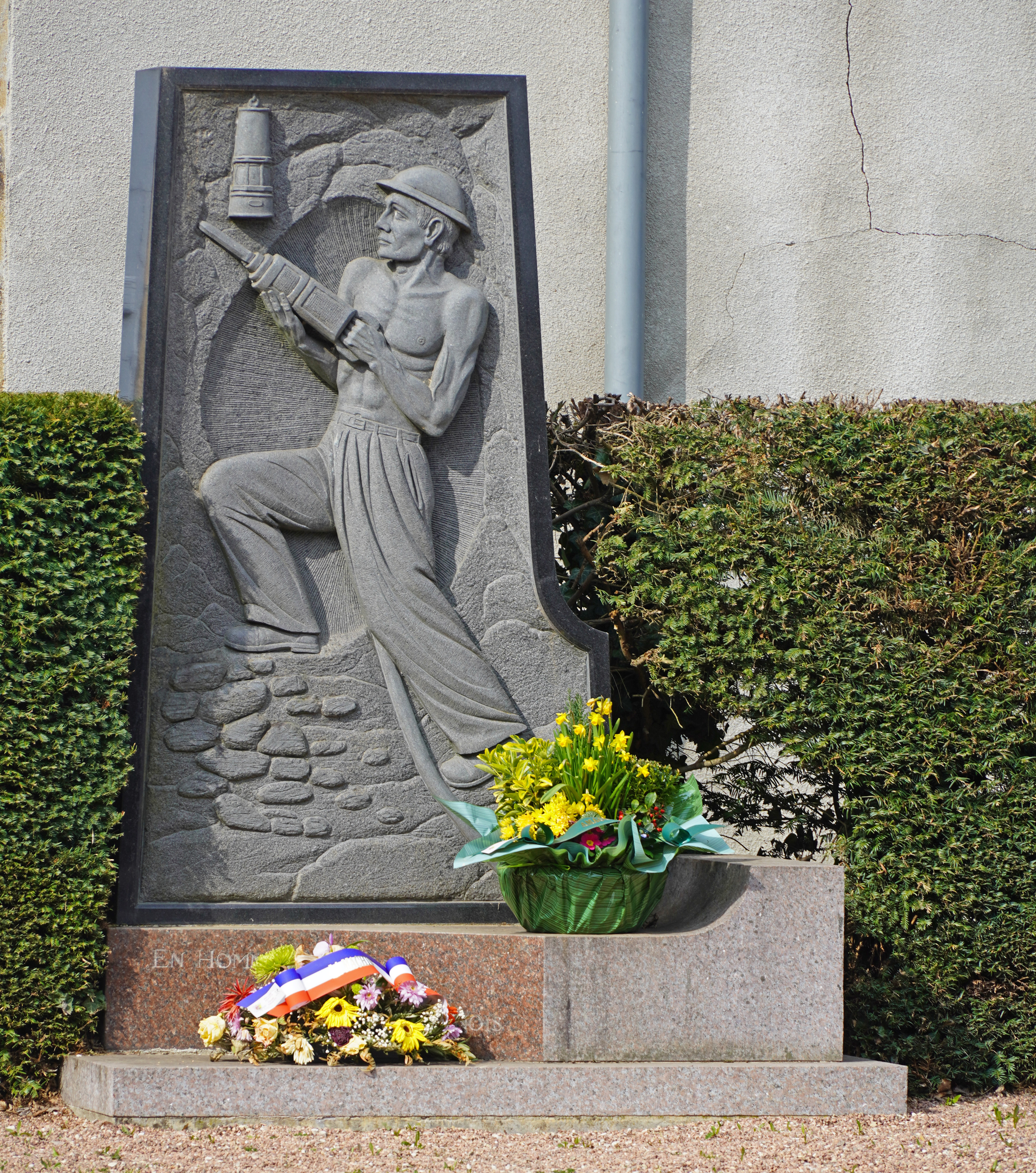
Monument commémoratif.

Le charbon a été pendant près de deux cents ans la principale ressource de la ville de La Machine. Son exploitation, contrôlée après 1865 par la compagnie Schneider et Cie, a entraîné le forage de puits de mine jusqu'à une profondeur de 700 mètres, la construction de plusieurs cités ouvrières et le recrutement de milliers de « gueules noires ». Au moment de la fermeture du dernier puits en 1974, de nombreux mineurs ont voulu garder la mémoire de leur métier en créant un lieu éducatif et pédagogique.
Ouvert depuis 1983, le musée de la mine est composé de trois sites complémentaires :
- d'un côté, un musée, installé dans l'ancien siège administratif des « Houillères », retrace l'histoire du charbon et la vie des mineurs (le fond, le casse-croûte, les drames, les loisirs, etc). Le musée abrite les objets, photos, maquettes déposés par les anciens mineurs. On y trouve le bureau du directeur, une grande salle des plans, une maquette de la ville, des collections de minéraux ou de fossiles trouvés dans le sous-sol, une collection de lampes de mineurs et l’évocation d'un habitat ouvrier ;
- à quelques centaines de mètres, se dresse le chevalement sur son carreau de la mine, son parc à matériaux, la salle de la machine d'extraction et la lampisterie ;
- sous le carreau, l'ancienne galerie de mine-école a été transformée en un lieu de découverte. Cet espace décrit les savoir-faire utilisés pour extraire le charbon, les techniques de soutènement, la sécurité. Cette visite est réalisée uniquement à la lueur des lampes de mineur.

En 2015, Monsieur Serge Bonnotte, né à La Machine et ancien mineur, paléontologue amateur, a fait don au Musée de près de trois tonnes de minéraux et fossiles, dont une tonne d’ammonites. Durant toute sa vie, il a parcouru la France à la recherche de spécimens, et a souhaité que cette collection rejoigne le lieu où sa passion a vu le jour, la Mine de La Machine, riche en fossiles du Carbonifère. Cette collection a été inaugurée en 2015.
Le musée propose tous les ans une exposition temporaire sur des sujets divers. Il bénéficie du label Musée de France. Deux circuits d'interprétation, à la découverte du patrimoine minier implanté dans la ville, complètent la visite.

## Les houillères

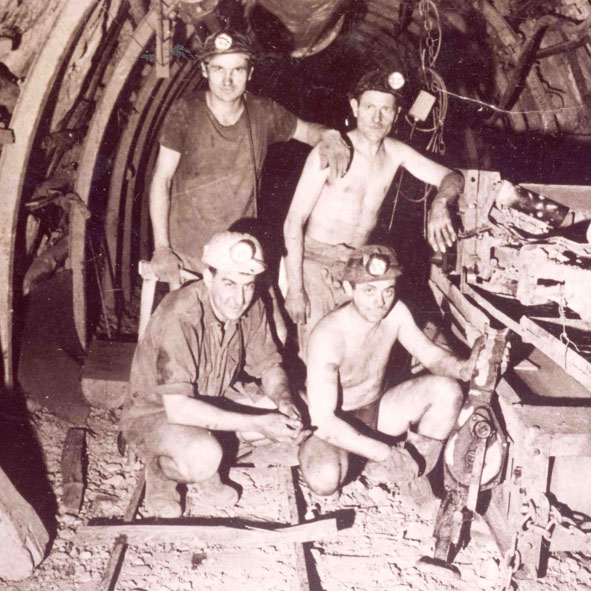
Mineurs en galerie vers 1960.

La Machine est située dans le Sud-ouest du département de la Nièvre dans une zone de forêts. Du charbon semble y avoir été exploité depuis le IIe siècle pour le chauffage et les forges. C’est au XVe siècle que des sources écrites signalent de petites exploitations tenues par des charbonniers qui creusaient de petits trous sur des veines à ciel ouvert. Ces mines de charbon sont remarquées par Jean-Baptiste Colbert au XVIIe siècle qui demande qu’on l’utilise dans les forges de la Marine de Louis XIV. Les droits d’exploitation sont alors confiés à un notable, déjà chargé des Finances de la Bourgogne. Confronté à l’aspect très rudimentaire des techniques d’exploitation, il décide de construire à l’aide d’ingénieurs belges, une machine (un baritel) qui donnera son nom au lieu-dit. Au fil des ans, une commune puis une ville prendra naissance autour de ces exploitations.
Les débuts restent toutefois très difficiles, alternant grandes faillites et profits en fonction de la demande. Finalement, c’est avec la venue de la machine à vapeur, l’explosion des fabrications de fonte, de fer puis d’acier, que le charbon devient le combustible du siècle. Ainsi, la compagnie Schneider du Creusot (située à une centaine de kilomètres de là) rachète la houillère en 1863 pour alimenter ses hauts fourneaux. Elle investit fortement dans les équipements, creuse de nouveaux puits, construit des halls de lavage et de triage, une église, des écoles, des cités et modèle la ville à son image. Elle emploiera jusqu’à 1 600 mineurs au XXe siècle.
En 1946, toutes les houillères françaises sont nationalisées et La Machine passe alors sous le giron des Houillères de Blanzy (Saône-et-Loire). Les anciennes installations sont modernisées et mécanisées. Toutefois, le pétrole est préféré car plus rentable. Les mines ferment les unes après les autres ; 1974 pour La Machine.

## Visite du musée
Le musée de la Mine de La Machine est ouvert du mois de mars au mois d’octobre, pour les particuliers, et toute l'année sur RDV pour les groupes.
La visite du musée se décompose en deux temps :
- le premier, libre, invite les visiteurs à découvrir l'histoire des mineurs depuis le XIIIe siècle, à travers des photos et des gravures, dans la salle d'exposition, puis le processus de formation du charbon et les techniques minières, à travers une vidéo, dans la salle audiovisuelle ;
- le second, guidé pendant une heure, par un guide, fait découvrir aux visiteurs le carreau de mine du charbonnage (puits des Glénons), ses bâtiments, les machines et les installations, tant souterraines (galeries), que de surface ;
- (salle des pendus, lampisterie, chevalement, salle des machines), nécessaires à l'activité minière.

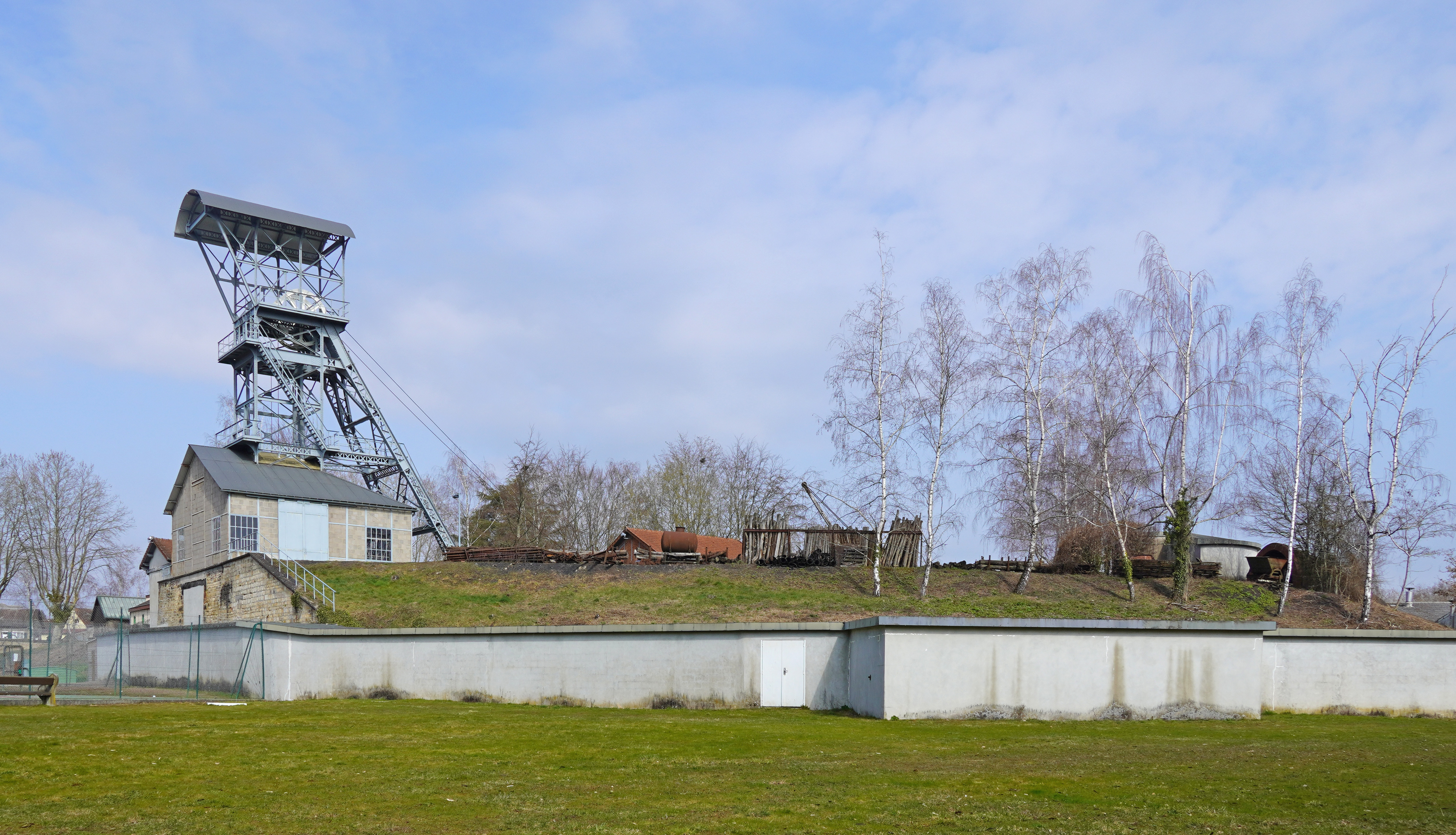
Vue générale du puits des Glénons.
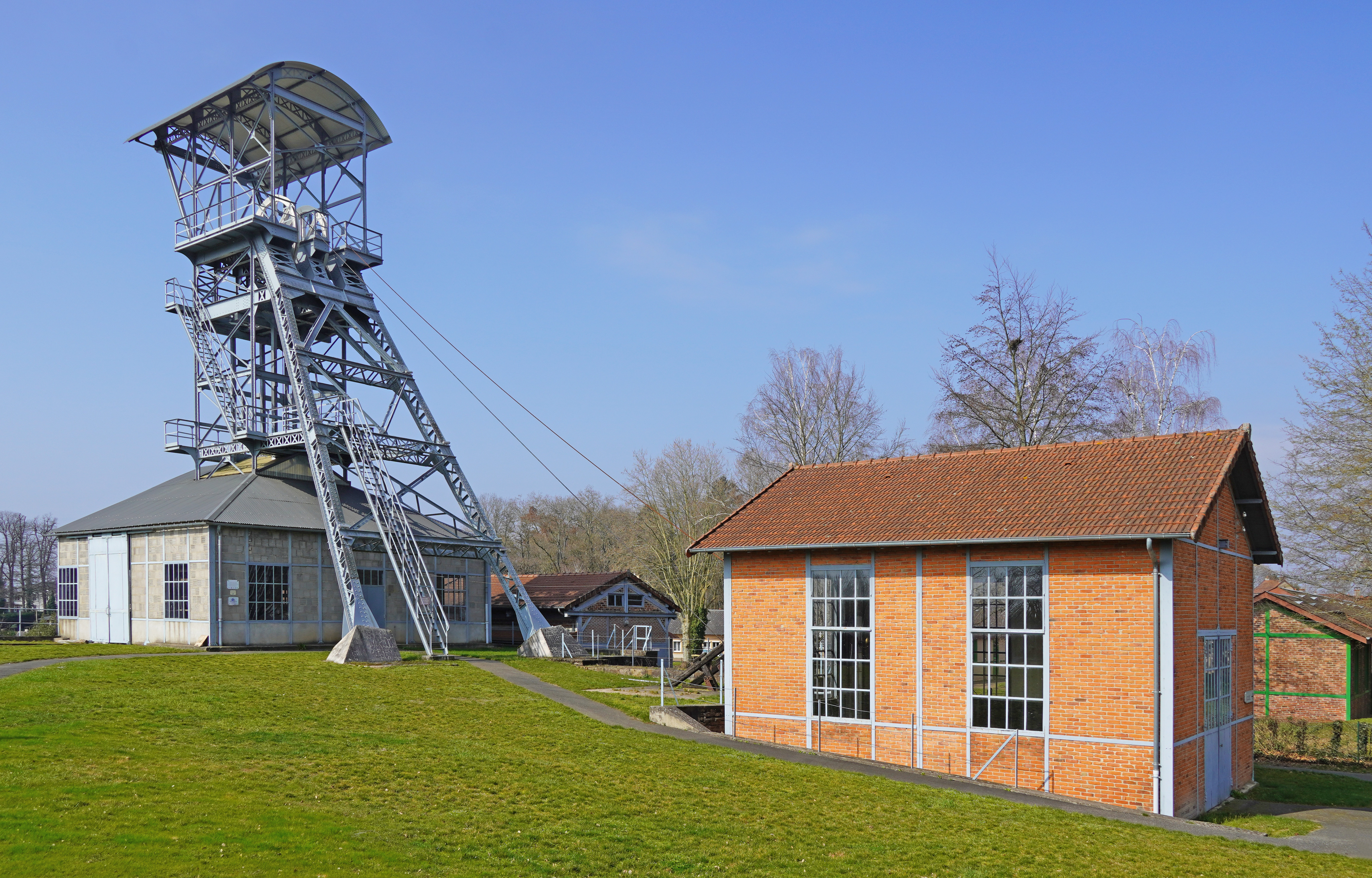
Le chevalement et le bâtiment de la machine d'extraction à droite.
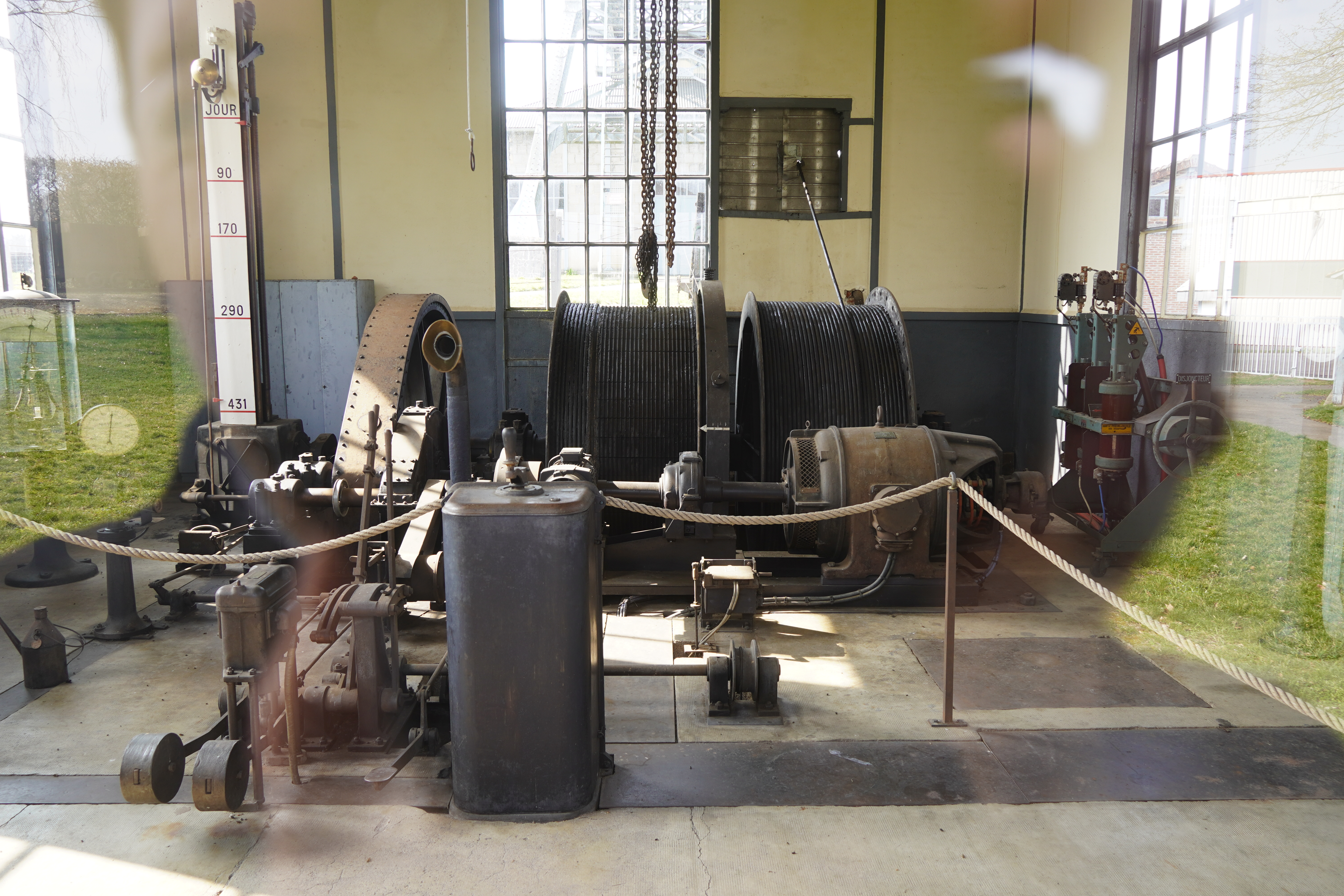
La machine d'extraction.
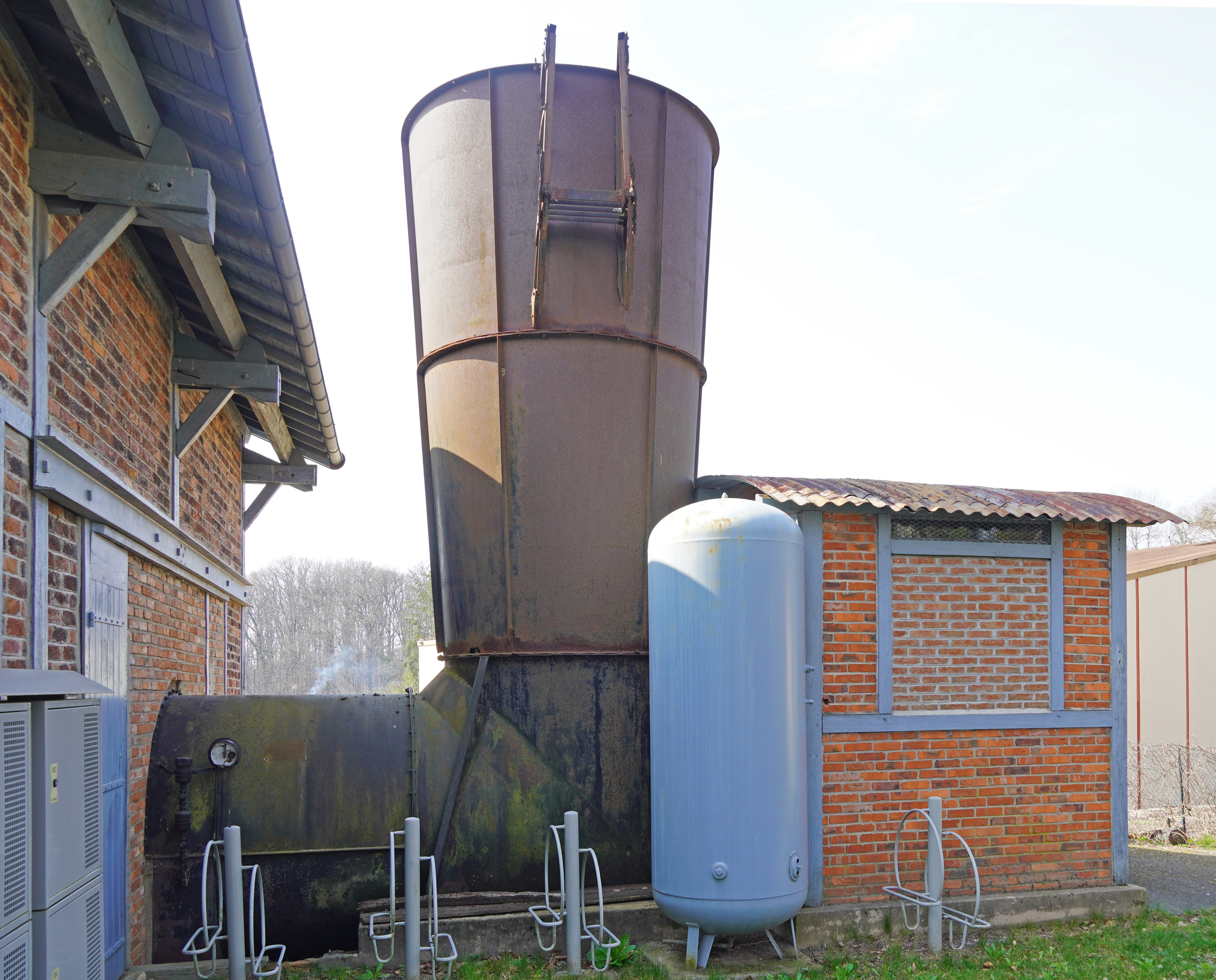
La cheminée du ventilateur.

## Identité visuelle

Logo des années 2000-2010.
Logo en 2020.